# Winston (Nouveau-Brunswick)
Pour les articles homonymes, voir Winston.
Winston était un village canadien situé dans le comté de Northumberland, au nord-est du Nouveau-Brunswick. Il était nommé en l'honneur de Sir Winston Churchill (1875-1965). Il était compris dans la paroisse d'Alnwick et comprenait l'établissement d'Oyster River Settlement. Il comptait une route le reliant à Oak Point-Bartibog Bridge. Le village eut un bureau de poste de 1949 à 1964. Il est abandonné par la suite[réf. nécessaire].